# バンバ通り

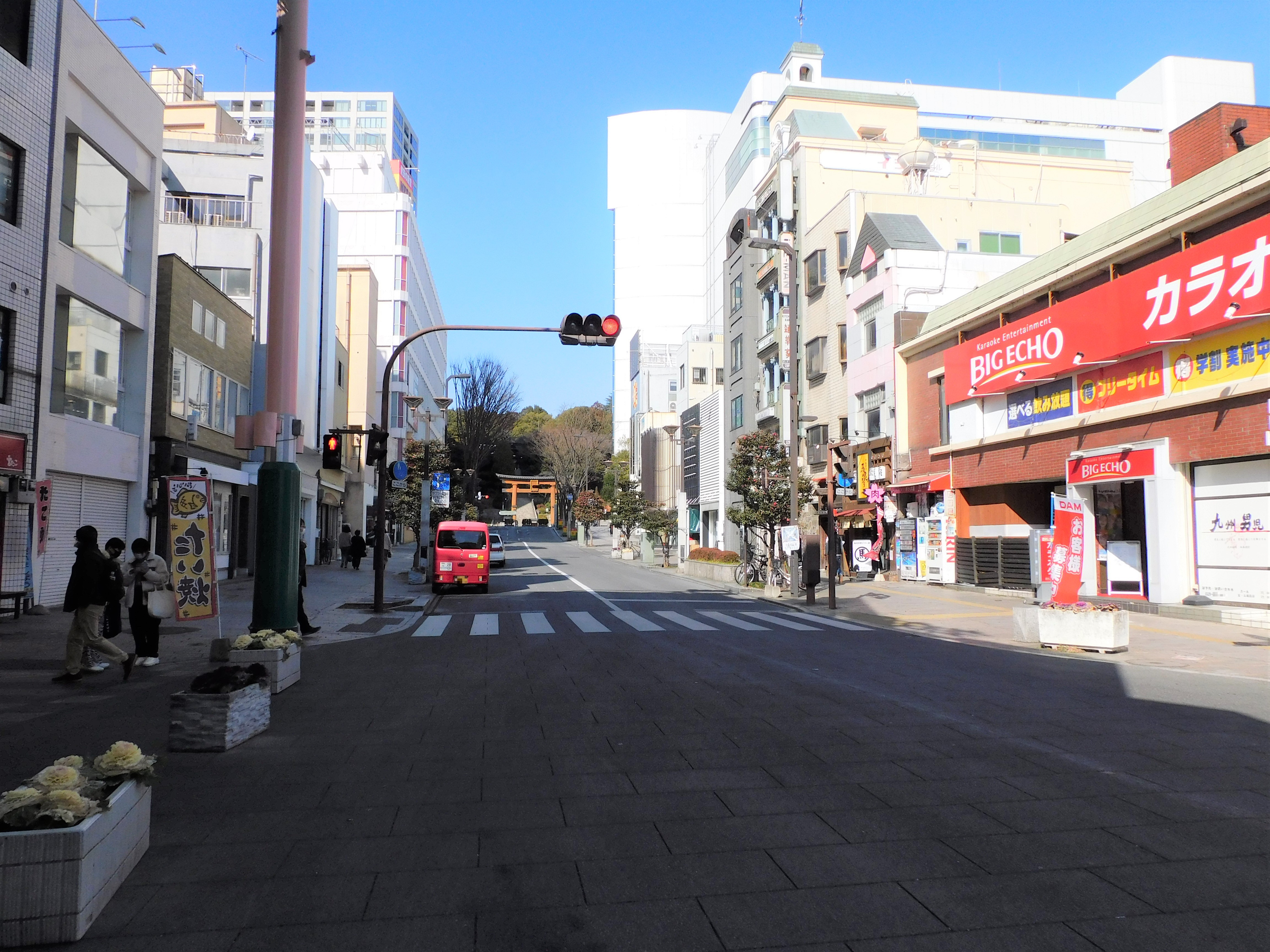
バンバ通り

バンバ通り（バンバどおり）とは、栃木県宇都宮市の繁華街である。

## 概要

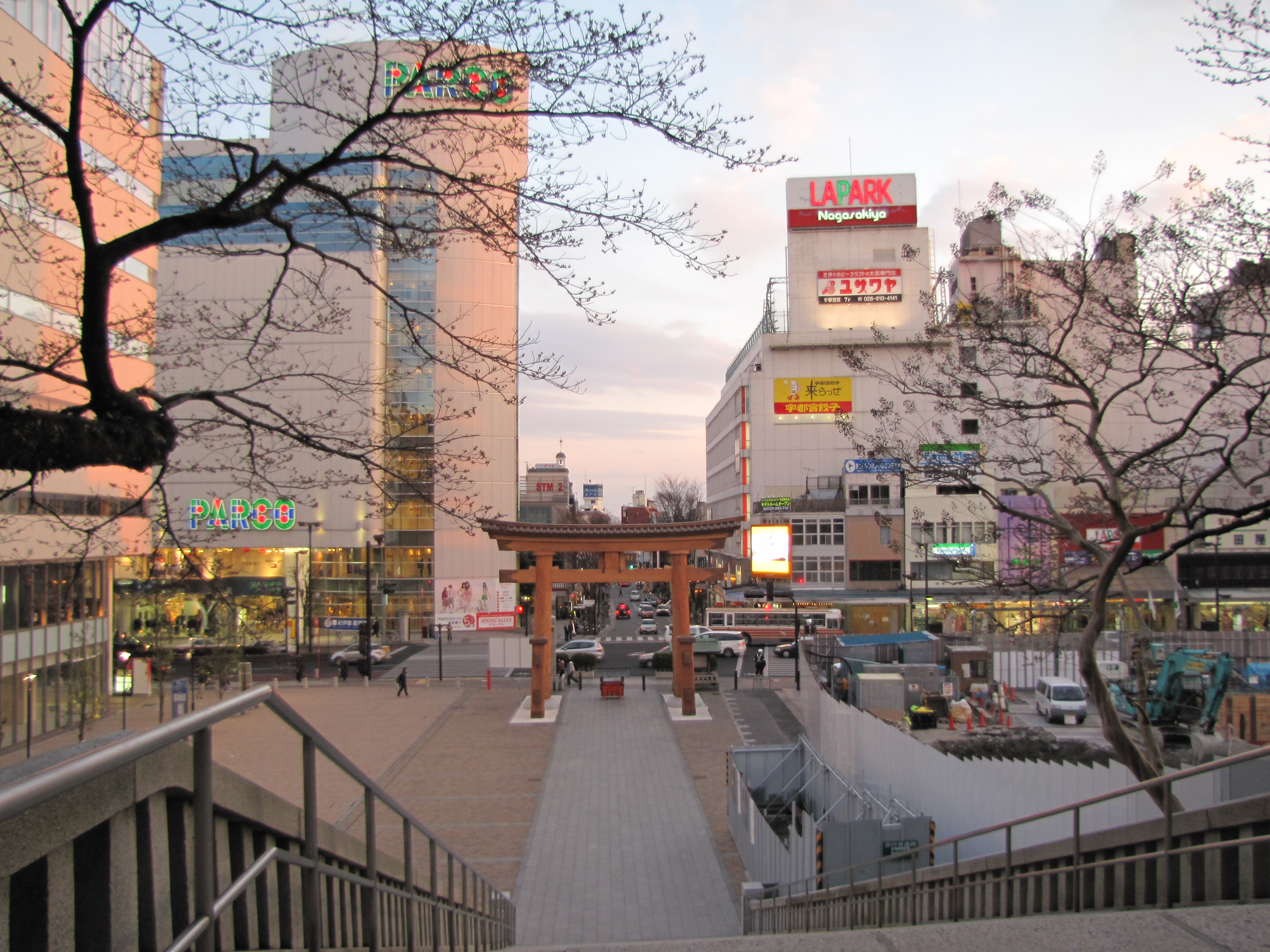
宇都宮二荒山神社から見たバンバ。上野百貨店新館跡地には大林組が24階建複合マンション、シティータワー宇都宮が竣工した。

宇都宮二荒山神社前から宇都宮城址公園に向けて南方に伸びる通りで、二荒山神社の門前町である。二荒山神社門前の仲見世通りとして、戦前は宇都宮第一の繁華街であった。戦後も宇都宮商業地の中心として発展し、大通りとバンバ通りの交点角には西武百貨店と上野百貨店新館・本館の3館が一つ交差点に相面して店を構え、宇都宮最大の繁華街の中核を成した。1997年（平成9年）には唯一空いていた交差点角にパルコがオープンした。
バブル崩壊後の不況や、前述した足利銀行の経営危機による市全体の経済停滞などが原因で2000年（平成12年）には上野が倒産、また2002年（平成14年）には西武も撤退した。その後、2003年（平成15年）には西武に代わりラパーク長崎屋（のちにMEGAドン・キホーテに業態転換）が入居、また上野本館のあった一角も再開発によりうつのみや表参道スクエアが建設された。ラパーク長崎屋はファミリー層、宇都宮パルコとうつのみや表参道スクエアの両施設は若者を中心に集客し一定の成功を収めており、往時ほどではないが宇都宮の中核的な商店街として買い物客で賑わっていたが、2019年（令和元年）5月にパルコが撤退した。

## 歴史
バンバ通り付近は中世には荒尾崎と呼ばれ、宇都宮明神（現在の宇都宮二荒山神社）あるいは下野宇都宮氏の菩提寺のひとつ東勝寺の境内地であった。江戸時代までに現・二荒山神社と宇都宮城本丸を結ぶ馬場が形成され、現在のパルコの一角は二荒山神社下之宮があり、江戸期には日光堂があった。宇都宮氏の時代から宇都宮城と宇都宮明神の間を結ぶ参道であったと言われるこの通りは馬場と呼ばれるようになり、これが転訛して「バンバ」と呼ばれるようになったとも言われている。現在はパルコとラパーク長崎屋の付近からオリオン通り入口にかけて、若年女性向けアパレルショップやテイクアウト飲食店などが軒を連ね、門前町から若者の街へと変貌を遂げている。

## 沿革
- 仁徳天皇41年 - 宇都宮二荒山神社が創建される。
- 1868年 - 宇都宮城の戦いにより二荒山神社の門前町が被害を受ける。
- 1929年 - 上野百貨店が開店。
- 1945年 - 宇都宮空襲で被災。
- 1969年 - 新うえのが開店。
- 1971年 - 西武百貨店が開店。
- 1997年 - パルコが開店。
- 2000年 - 上野百貨店が経営破綻。
- 2002年 - 西武百貨店が閉店。
- 2003年 - 長崎屋が開店。
- 2007年 - うつのみや表参道スクエアが開店。
- 2010年 - 長崎屋がMEGAドン・キホーテに転換。シティタワー宇都宮が竣工。
- 2017年 - バンバひろばでFIBA3×3ワールドツアーが開催される。
- 2019年5月 - パルコが閉店。

## イベント
- 出初式（1月）
- バンバ桜まつり（4月）
- 市場神輿の渡御（6月）
- 二荒山神社天王祭（7月）
- ふるさと宮まつり（8月）

## 周辺
- MEGAドン・キホーテラパーク宇都宮店
- 宇都宮二荒山神社
- うつのみや表参道スクエア
- シティータワー宇都宮
- 宇都宮パルコ（閉店）
- 上野百貨店（閉店）
- 西武百貨店（閉店）
- 明神山 (宇都宮市)